# 迪若门
迪若门（Porte Dijeaux）是一座城门，位于法国阿基坦大区吉伦特省波尔多。1921年列为法国历史古迹。
迪若门建于1748-1753年，建筑师安德烈·波提埃，新古典主义风格。。
在高卢-罗马时期，此处曾有朱庇特神庙。